# Борирование
Бори́рование — процесс химико-термической обработки, диффузионного насыщения поверхности металлов и сплавов бором при нагреве и выдержке в химически активной среде. Борирование приводит к упрочнению поверхности.
Борирование проводят преимущественно с целью повышения износостойкости (в условиях сухого трения, скольжения со смазкой и без смазки, абразивного изнашивания, фреттинг-коррозии и т. п.). Борирование повышает также коррозийную стойкость железо-углеродистых сплавов во многих агрессивных средах и жаростойкость при температурах ниже 850 °C.
Из всех способов борирования наиболее широкое промышленное применение получили: борирование в порошковых смесях, электролизное борирование, жидкостное безэлектролизное борирование, ионное борирование и борирование из обмазок (паст).
Борирование чаще всего проводят при электролизе расплавленной буры (Na2B4O7). Изделие служит катодом. Температура насыщения 930—950 °C, выдержка 2 — 6 часов.
Борирование можно проводить при отливке деталей. В этом случае на поверхность литейной формы наносится слой специальной борсодержащей массы (пасты). При использовании выжигаемых моделей из пенопластов борсодержащая паста наносится на поверхность модели. Способ отличается производительностью и простотой.

## Виды борирования
1. В твёрдых средах
1.1 В порошках бора
1.2 В порошке оксида бора
2. В жидких средах
2.1 В расплавах металлов с добавкой борсодержащих веществ
2.2 В солевых расплавах без электролиза
2.3 В солевых и оксидных расплавах с использованием электролиза
3. В газообразных средах
3.1 В среде боранов (водородных соединениях бора)
3.2 В среде галоидных соединениях бора

## Применение
Борирование применяют для повышения износостойкости втулок подшипников и рабочих колёс погружных электроцентробежных насосов, дисков пяты турбобура, вытяжных, гибочных и формовочных штампов, деталей пресс-форм машин литья под давлением и деталей из углеродистых и легированных сталей с различным содержанием углерода (20, 18ХГТ, 15X11МФ, Х23Н18, 45, 40Х, Х12, У10 и др.). Стойкость деталей после борирования увеличивается в 2—10 раз.
Изделия, подвергшиеся борированию, обладают повышенной до 800 °C окалиностойкостью и теплостойкостью до 900—950 °C. Твёрдость борированного слоя в сталях перлитного класса составляет 800-1200 HV.